# مارغريت ماكدونالد (ممثلة)
مارغريت ماكدونالد (بالإنجليزية: Margaret McDonald)‏ هي ممثلة أمريكية، ولدت في 12 يونيو 1988 في هيوستن في الولايات المتحدة.

## روابط خارجية
- مارغريت ماكدونالد (ممثلة) على موقع ANN person (الإنجليزية)